# 14 أكتوبر
- السبت
- الأحد
- الاثنين
- الثلاثاء
- الأربعاء
- الخميس
- الجمعة

- 275 ربيع الآخر 1447  هـ
- 286 ربيع الآخر 1447  هـ
- 297 ربيع الآخر 1447  هـ
- 308 ربيع الآخر 1447  هـ
- 19 ربيع الآخر 1447  هـ
- 210 ربيع الآخر 1447  هـ
- 311 ربيع الآخر 1447  هـ
- 412 ربيع الآخر 1447  هـ
- 513 ربيع الآخر 1447  هـ
- 614 ربيع الآخر 1447  هـ
- 715 ربيع الآخر 1447  هـ
- 816 ربيع الآخر 1447  هـ
- 917 ربيع الآخر 1447  هـ
- 1018 ربيع الآخر 1447  هـ
- 1119 ربيع الآخر 1447  هـ
- 1220 ربيع الآخر 1447  هـ
- 1321 ربيع الآخر 1447  هـ
- 1422 ربيع الآخر 1447  هـ
- 1523 ربيع الآخر 1447  هـ
- 1624 ربيع الآخر 1447  هـ
- 1725 ربيع الآخر 1447  هـ
- 1826 ربيع الآخر 1447  هـ
- 1927 ربيع الآخر 1447  هـ
- 2028 ربيع الآخر 1447  هـ
- 2129 ربيع الآخر 1447  هـ
- 2230 ربيع الآخر 1447  هـ
- 231 جمادى الأولى 1447  هـ
- 242 جمادى الأولى 1447  هـ
- 253 جمادى الأولى 1447  هـ
- 264 جمادى الأولى 1447  هـ
- 275 جمادى الأولى 1447  هـ
- 286 جمادى الأولى 1447  هـ
- 297 جمادى الأولى 1447  هـ
- 308 جمادى الأولى 1447  هـ
- 319 جمادى الأولى 1447  هـ

14 أكتوبر أو 14 تشرين الأوَّل أو يوم 14 \ 10 (اليوم الرابع عشر من الشهر العاشر) هو اليوم السابع والثمانين بعد المئتين (287) من السنة، أو الثامن والثمانين بعد المئتين (288) في السنوات الكبيسة، وفقًا للتقويم الميلادي الغربي (الغريغوري). يبقى بعده 78 يومًا على انتهاء السنة.

## أحداث
- 222 - مقتل البابا كاليستوس الأول على يد غوغاء في روما.
- 1758 - النمسا تهزم بروسيا في «معركة هوتشكيرك» وذلك أثناء حرب السنوات السبع.
- 1812 - بدء العمل «بقناة ريجينت» في لندن.
- 1840 - الأمير اللبناني بشير الثاني الشهابي يسلم نفسه للجيش البريطاني الذي قام بنفيه بعد ذلك إلى مالطا.
- 1884 - المخترع الأمريكي جورج إيستمان يتلقى براءة اختراع شريط الأفلام الفوتوغرافية.
- 1907 - التوقيع على معاهدة بين إمبراطور الإمبراطورية الروسية نيقولا الثاني والإمبراطور ميجي إمبراطور اليابان تنهي الحرب الروسية اليابانية.
- 1918 - الدولة العثمانية تعلن استسلامها في الحرب العالمية الأولى.
- 1925 - إندلاع انتفاضة مناهضة للاحتلال الفرنسي على سوريا في دمشق.
- 1927 - اكتشاف أول حقل نفط في كركوك بالعراق.
- 1933 - ألمانيا النازية تنسحب من عصبة الأمم.
- 1937 - حكومة المملكة المتحدة ترسم الحدود بين سوريا وفلسطين.
- 1938 - اتفاق بين البريطانيين والعرب على وقف هجرة اليهود إلى فلسطين لمدة سنتين.
- 1944 - انتحار القائد الألماني النازي إرفين رومل، حيث فضل الانتحار على المحاكمة العسكرية العلنية ومن ثمة مواجهة فرقة الإعدام.
- 1951 - السلفادور توقع على ميثاق دول منظمة أمريكا الوسطى.
- 1953 - «الفرقة 101 بالجيش الإسرائيلي» بقيادة أرئيل شارون تقتحم قرية قبية الفلسطينية ليلًا وتطلق النيران ويؤدي ذلك إلى مصرع 66 فلسطيني وإصابة ضعفهم وتدمير 45 منزل وهو ما عرف باسم مذبحة قبية.
- 1962 - بداية أزمة الصواريخ السوفيتية على الأراضي الكوبية.
- 1963 -
  - اندلاع ثورة 14 أكتوبر في اليمن الجنوبي من جبال ردفان ضد الاستعمار البريطاني.
  - إبرام معاهدة لتعيين الحدود بين الكويت والعراق.
- 1964 -
  - إقالة نيكيتا خروتشوف من منصب أمين عام الحزب الشيوعي السوفييتي واختيار ليونيد بريجنيف خلفًا له.
  - منح جائزة نوبل للسلام للقس الأمريكي مارتن لوثر كينغ.
- 1973 - وقوع معركة المنصورة الجوية ضمن أحداث حرب أكتوبر.
- 1974 - منظمة التحرير الفلسطينية تحصل على صفة عضو مراقب في الأمم المتحدة في تصويت للجمعية العامة.
- 1981 - محمد حسني مبارك يتولّى رئاسة جمهورية مصر العربية خلفًا للرئيس محمد أنور السادات بعد اغتياله في 6 أكتوبر.
- 1990 - منح جائزة نوبل للسلام للزعيم السوفيتي ميخائيل غورباتشوف، وهي أول مرة تمنح لزعيم شيوعي.
- 2004 - أمير قطر السابق الشيخ خليفة بن حمد آل ثاني يعود إلى بلاده لأول مرة بعد الإطاحة به من قبل ولده الشيخ حمد بن خليفة آل ثاني في 27 يونيو 1995 وذلك لحضور مراسم دفن زوجته.
- 2007 - مقتل أربعة مواطنين يمنيين في ذكرى الثورة في اليمن الجنوبي ضد الاستعمار البريطاني في الحبيلين على يد قوات الأمن اليمنية.
- 2008 - الرئيس السوري بشار الأسد يصدر مرسومًا بإقامة علاقات دبلوماسية بين سوريا ولبنان وفتح سفارة سورية في بيروت.
- 2012 -
  - فيليكس باومغارتنر يحقق أول رقم قياسي في كسر حاجز الصوت وذلك بتنفيذه قفزة حرة من منطاد بلغ ارتفاعه 39 ألف متر عند حدود الغلاف الجوي.
  - المؤتمر الوطني العام الليبي ينتخب علي زيدان رئيسا للحكومة الجديدة في المرحلة الانتقالية المقبلة.
- 2013 - جائزة نوبل في العلوم الاقتصادية لسنة 2013 منحت لكل من يوجين فاما ولارس بيتر هانسن وروبرت شيلر.
- 2016 - لجنة البرامج والعلاقات الخارجية في مُنظمة اليونيسكو تُصدر قرارًا تعتبر فيه المسجد الأقصى موقعاً إسلامياً مقدساً وتُدين إسرائيل على ممارساتها فيه، والأخيرة تعترض.
- 2021 - اندلاع حريق في كاوهسيونغ، تايوان؛ ما أدى لوفاة 46 شخصًا.

## مواليد
- 793 - إدريس الثاني، سلطان إدريسي.
- 1156 - إلياس بن جامع الإربلي، عالم مسلم وشاعر عربي عراقي.
- 1404 - الملكة ماري، زوجة شارل السابع ملك فرنسا.
- 1630 - صوفي بالاتينات، والدة ملك بريطانيا العظمى جورج الأول
- 1633 - الملك جيمس الثاني، ملك إنجلترا.
- 1712 - جورج غرنفيل، رئيس وزراء المملكة المتحدة.
- 1873 - جول ريميه، رئيس الاتحاد الدولي لكرة القدم.
- 1882 - إيمون دي فاليرا، رئيس جمهورية أيرلندا.
- 1885 ـ موراي راني، مهندس ميكانيكي أمريكي.
- 1890 - دوايت أيزنهاور، رئيس الولايات المتحدة.
- 1893 - ليليان غيش، ممثلة أمريكية.
- 1906 -
  - حسن البنا، مؤسس حركة الإخوان المسلمون.
  - حنة آرندت، منظرة سياسية ألمانية.
- 1911 - لي دوك ثو، سياسي وعسكري فيتنامي حاصل على جائزة نوبل للسلام عام 1973.
- 1914 - ريموند ديفيس، عالم فيزياء أمريكي حاصل على جائزة نوبل في الفيزياء عام 2002.
- 1917 - المشير أحمد إسماعيل علي، وزير دفاع مصري.
- 1924 - يوسف الشاروني، كاتب قصص وناقد مصري.
- 1927 - روجر مور، ممثل إنجليزي.
- 1928 - نازك، ممثلة ومغنية لبنانية عاشت في مصر.
- 1930 - موبوتو سيسيسيكو، رئيس زائيري.
- 1938 - الإمبراطورة فرح ديبا، زوجة شاه إيران محمد رضا بهلوي.
- 1939 - محمد راضي، مخرج مصري.
- 1939 - صلاح عيسى، صحفي ومؤرخ مصري.
- 1940 - كليف ريتشارد، مغني بريطاني.
- 1953 - ألدو مالديرا، لاعب كرة قدم إيطالي.
- 1954 - مردخاي فعنونو، عالم نووي إسرائيلي.
- 1955 - كييتشي أوكو، ملحن ياباني.
- 1961 ـ خالد الجندي، داعية إسلامي مصري.
- 1964 - ديفيد كاي، ممثل كندي.
- 1968 -
  - ماتيو لو تيسيي، لاعب كرة قدم إنجليزي.
  - سوسن ميخائيل، ممثلة سورية.
- 1969 - علي مروي، لاعب كرة قدم كويتي.
- 1978 -
  - أشر، مغني أمريكي.
  - ستيفن تومبسون، لاعب كرة قدم اسكتلندي.
- 1985 - ديغاو، لاعب كرة قدم برازيلي.
- 1986 - توم كرادوك، لاعب كرة قدم إنجليزي.
- 1992 - غوستافو كويلار، لاعب كرة قدم كولومبي.

## وفيات
- 1066 - هارولد جودوينسون، ملك إنجلترا.
- 1092 - نظام الملك، وزير سلجوقي.
- 1095 - المعتمد بن عباد، أمير إشبيلية في عهد ملوك الطوائف.
- 1932 - أحمد شوقي، شاعر مصري.
- 1936 - فخري كمونة، ثوري عراقي.
- 1944 - إرفين رومل، قائد عسكري ألماني ملقب بثعلب الصحراء.
- 1973 - أحمد حمدي، مهندس وعسكري مصري.
- 1976 - سليمان النابلسي، سياسي ورئيس وزارء أردني
- 1984 - مارتين رايل، عالم فيزياء إنجليزي حاصل على جائزة نوبل في الفيزياء عام 1974.
- 1999 - جوليوس نيريري، رئيس تنزانيا.
- 2010 - بونوا ماندلبرو، عالم رياضيات فرنسي أمريكي.
- 2016 - فاروق شوشة، شاعر وأديب وإذاعي مصري.
- 2018 - عبد العزيز جاسم، ممثل قطري.
- 2019 - نجوى علوان، ممثلة لبنانية.
- 2020 - محمود ياسين، ممثل مصري.
- 2021 -
  - خالد الصديق، مخرج سينمائي وكاتب سيناريو كويتي.
  - سيف مرزوق الشملان، مؤرخ وإذاعي كويتي.
  - لي وان-كوو، سياسي كوري جنوبي تولَّى رئاسة وزراء بلاده.
- 2024 -
  - سمير نوح، قائد عسكري من أبطال حرب إكتوبر مصري.
  - مصطفى حجازي، عالم نفس ومفكر لبناني.

## أعياد ومناسبات
- اليوم العالمي للمقاييس.
- اليوم العربي للبيئة.
- يوم القوات الجوية المصرية.
- يوم التربية البدنية في اليابان.
- يوم المعلم في بولندا.

## وصلات خارجية
- وكالة الأنباء القطريَّة: حدث في مثل هذا اليوم.
- BBC: حدث في مثل هذا اليوم.
- النيويورك تايمز: حدث في مثل هذا اليوم.